# 마조
마조(중국어 간체자: 妈祖, 정체자: 媽祖, 병음: Māzǔ 마쭈[*])는 중국 민간신앙과 도교에 등장하는 바다의 여신이다.

## 전설
명나라의 학자인 장섭(張燮)이 집필한 역사서인 《동서양고》(東西洋考)에 따르면 묵낭은 960년(북송 건륭 원년) 3월 23일에 태어나서 987년(북송 옹희 4년) 2월 19일에 승천했다고 한다. 송나라 시대에 푸젠성 흥화군 보전현 미주도(興化軍 莆田縣 湄州島, 현재의 푸젠성 푸톈시 청샹구 슈위구)에 임원(林愿)이라는 이름을 가진 어민이 살고 있었는데 임원에게는 자신의 6번째 딸인 묵낭(默娘)이 있었다.
묵낭은 어린 시절부터 재치가 번득하고 신앙심이 깊었는데 16세 시절에는 신통한 힘을 이용해서 마을 사람들의 병을 고치는 기적을 일으켰을 정도로 "통현령녀"(通賢靈女, 현명하고 영험한 여자)라고 불렀다. 또한 매일 밤이 되면 해안에서 불을 피워 어선이 조난하는 것을 막았고 바다에서 조난당한 사람들을 구했을 정도로 마을 사람들로부터 칭찬이 자자했다고 한다.
묵낭은 자신의 아버지였던 임원이 조난당하자 아버지를 찾아 바다에 나섰지만 얼마 지나지 않아서 사망했고 아미산 정상으로 승천하면서 선인들로부터 여신이 되었다고 한다. 남간도(南竿島)에서 살던 주민들은 묵낭의 시신을 발견한 이후에 묵낭의 효심을 현창하는 사당을 건립했다고 한다.

## 마조 신앙
1123년에 북송 조정이 마조에게 천후(天后)·천비(天妃)·천상성모(天上聖母)라는 칭호를 하사했다. 이를 계기로 마조는 바다와 인접한 중국 저장성, 장쑤성, 푸젠성, 광둥성, 하이난성, 홍콩, 마카오, 타이완에서 마조를 기리는 사당인 마조묘(媽祖廟)가 건립되었을 정도로 전통 신앙의 대상이 되었다. 송나라, 원나라, 명나라, 청나라 조정에서도 마조에게 마조파(媽祖婆), 영혜부인(靈惠夫人), 영혜비(靈惠妃), 호국명저천비(護國明著天妃), 소효순정부제감응성비(昭孝純正孚濟感應聖妃)와 같은 칭호를 하사했다.
마조 신앙은 조각상, 제례, 사당, 민담과 같은 다양한 풍습을 통해 확산되었다. 가족의 평화와 행복·안전한 항해를 위해 마조 조각상을 가정이나 선박의 제단에 두는 풍습, 마조를 경배하는 사당인 마조묘를 건립하는 풍습, 마조의 현신을 청하기 위해 마조묘에 참배하는 풍습, 마조의 탄신일인 음력 3월 23일·마조의 승천일인 음력 9월 9일에 마조를 기리는 제례를 거행하는 풍습, 어려움에 처한 상황에서 나무로 만든 성배를 이용해서 마조에게 도움을 청하는 풍습, 자녀의 출산을 기원하기 위해 마조 조각상에 꽃을 헌화하는 풍습, 춤꾼들이 마조에게 바치는 의식춤을 추는 풍습, 밤에 마조를 기리는 연등을 들고 행진하는 풍습, 마조에 관한 전설을 알리기 위해 마조 조각상을 물에 띄우는 풍습이 이에 해당된다.
마조 신앙은 해외 각지에 형성된 화교 공동체에서도 확산되었고 현재는 26개국에 1,500개에 달하는 마조묘가 존재한다. 2009년 10월에는 유네스코가 마조 신앙과 풍습을 무형문화유산으로 등재했다.

## 같이 보기
- 용왕
- 천리안
- 서왕모